# 瓜拉
瓜拉是巴西圣保罗州的一个市镇。总面积362.617平方公里，总人口20804人，人口密度57.4人/平方公里。